# Burg Hohrappoltstein

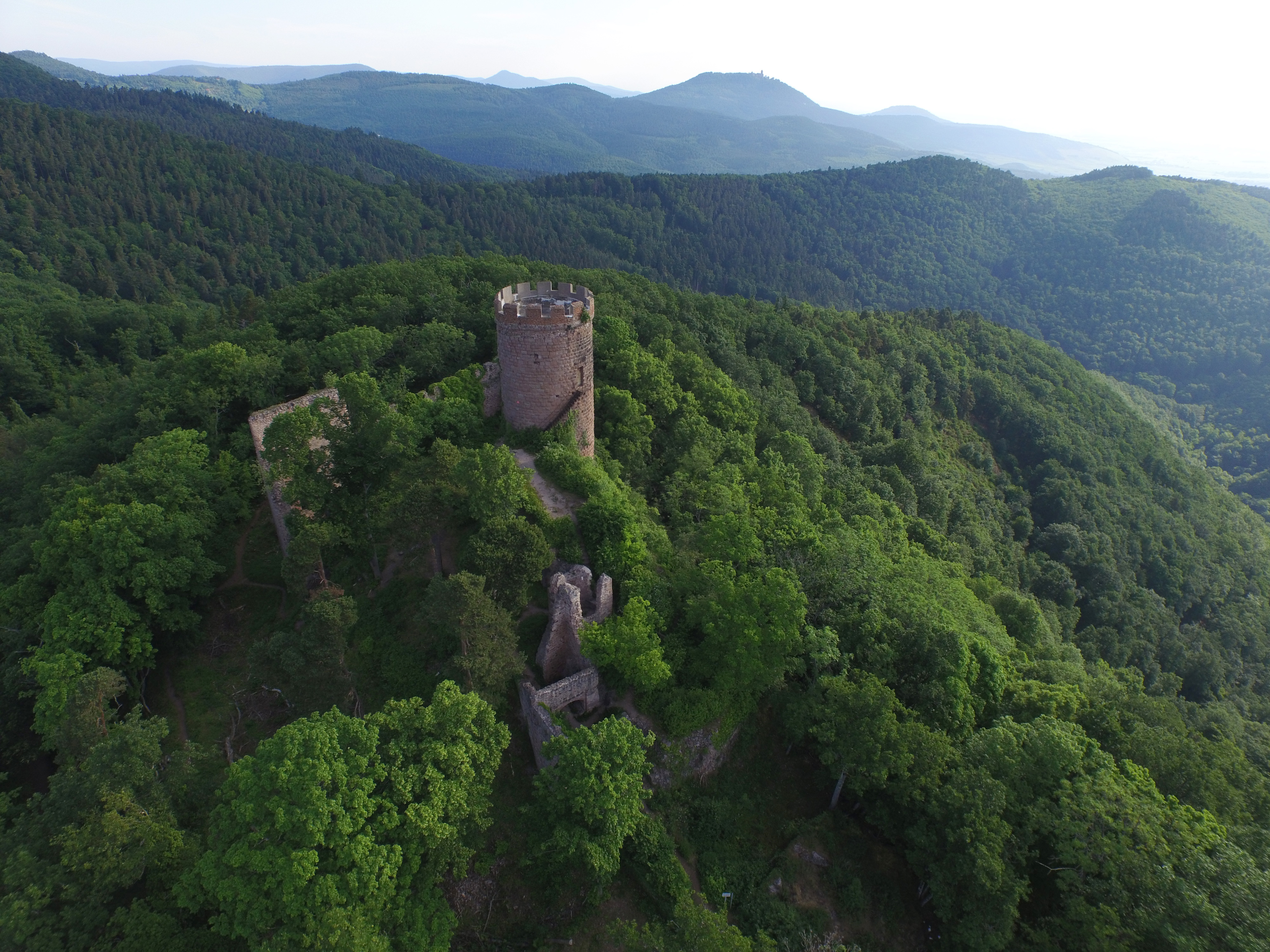
Luftbild der Burgruine Hohrappoltstein

Die Burg Hohrappoltstein (auch Hoh-Rappoltstein und Hohrappolstein; französisch Château de/du Haut-Ribeaupierre) ist die Ruine einer Höhenburg nordwestlich von Ribeauvillé (deutsch Rappoltsweiler) im elsässischen Département Haut-Rhin. Sie gehört mit den Burgen St. Ulrich und Girsberg zu den drei nahe beieinanderliegenden Rappoltsteiner Burgen, welche die Stadt überragen.
Eine im Hochmittelalter entstandene Befestigung auf dem Burgberg wurde im 13. Jahrhundert durch die heutige Burg überbaut und gehörte zunächst dem Bistum Bamberg, das die Anlage an die Familie von Rappoltstein verlehnte. Später ein Basler Lehen, blieb die Burg bis zum Aussterben der Rappoltsteiner 1673 im Besitz dieser Familie. Zu jener Zeit war sie jedoch schon nicht mehr bewohnt und eine Halbruine.
Die Anlage ist seit dem 1. Oktober 1841 als Monument historique klassifiziert und steht damit unter Denkmalschutz.

## Namen und Bezeichnungen
Im Laufe der Geschichte tauchte die Burganlage unter vielen verschiedenen Bezeichnungen in Schriftstücken auf. Sie ist seit 1254 bezeugt, denn in jenem Jahr wurde ein Bertholdus miles de Altenkastele in einer Urkunde genannt. Dass mit Altencastel die Burg Hohrappoltstein gemeint war, wird durch eine weitere Nennung in einer Urkunde aus dem Jahr 1341 klar: „Hohen Rappoltzsteine, die man ouch nennet Altenkasten“. Zuvor wurden 1298 „zwei huser Rapolzsten und Altenkasten“ in einer Urkunde genannt, womit die Existenz zweier Burgen im Besitz der Familie von Rappoltstein dokumentiert ist. Altenkastel war aus dem lateinischen altum castellum entstanden, was „hohes Schloss“ bedeutet und Bezug nimmt auf die exponierte Lage der Anlage. 1338 wurde die Burg als „Hohen-Rappoltstein“ aufgeführt, und für das Jahr 1371 gibt es für sie den Vermerk „castrum Rapolczteynen superius in volgari Altenkastel“ (deutsch die obere Burg Rappoltstein, in der Volkssprache Altenkastel). 1426 noch einfach „das Schloss“ genannt, trägt die Burg in Urkunden, die auf 1453, 1478 und 1518 datiert sind, den Namen „Hoh-Rappoltstein“. In Urkunden von 1507 und 1572 ist für sie die Bezeichnung „Oberes Schloss“ zu finden. 1638 erscheint mit „Obercastel“ ein ähnlicher Name. 1715 wurde die Anlage mit „Burg Hohen-Rappoltstein, die man nennet Altes Castel“ beschrieben, in einem auf das Jahr 1778 zurückführbaren Schriftstück als „Altenkastel oder Hohen-Rappoltstein“.

## Geschichte
Die Burg wurde zwar erst 1254 erstmals urkundlich erwähnt, ihr Standort war aber schon in der Bronze- und Hallstattzeit besiedelt, was Funde von entsprechend datierten Keramikscherben beweisen. Zusätzlich wurden auf dem heutigen Burgareal oder in dessen Umgebung Scherben aus der Eisenzeit und römische Münzen gefunden, die eine lange Tradition der Besiedelung belegen. Etwa im 9. bis 11. Jahrhundert entstand eine durch mehrere Wälle und Gräben gesicherte Vorgängeranlage der heutigen Burg. Von dieser etwa 150 × 80 Meter messenden Befestigung sind Reste der nördlichen Hälfte erhalten. Ihr südlicher Teil wurde in der ersten Hälfte des 13. Jahrhunderts mit der heutigen Anlage überbaut. Die 1254 genannten Herren von Altenkastel waren wahrscheinlich Niederadelige aus dem Gefolge der Rappoltsteiner, die Burgmannen von Hohrappoltstein waren.

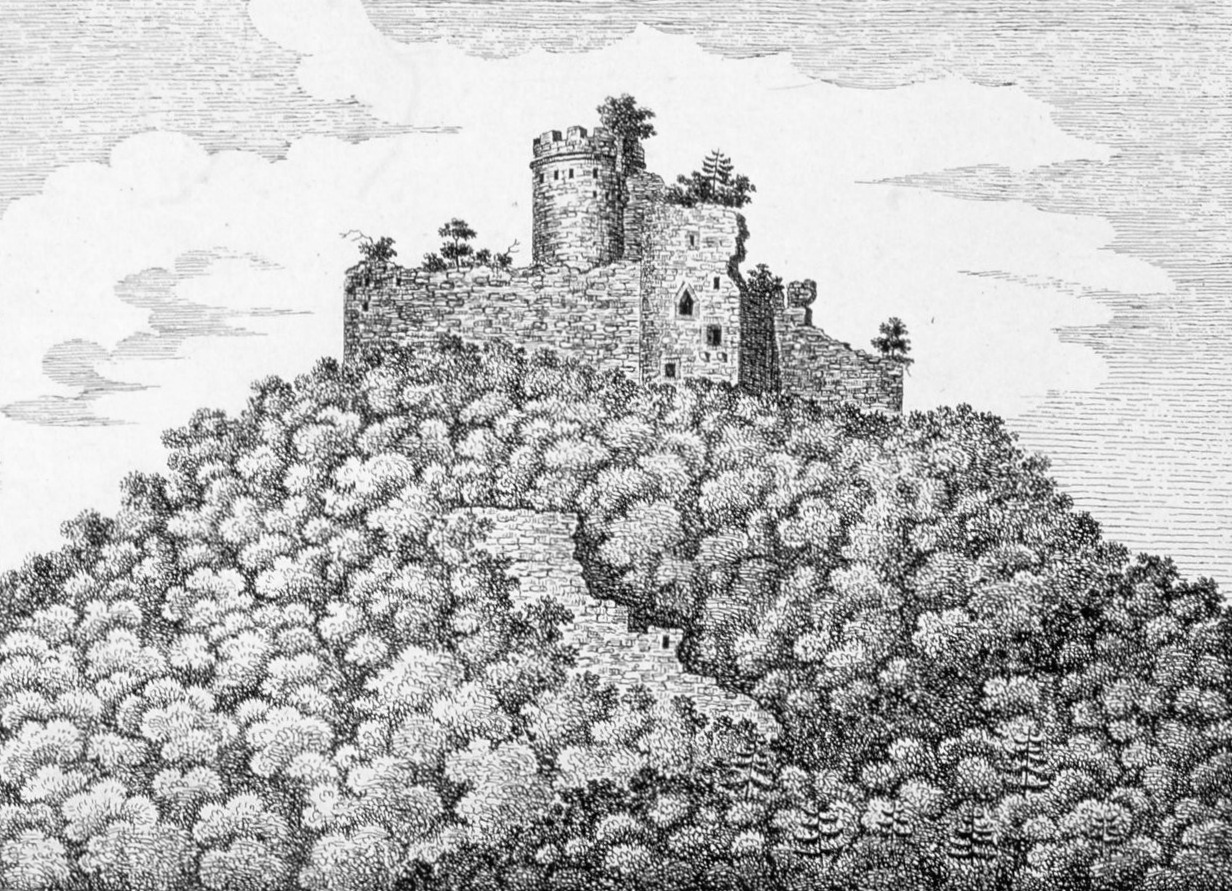
Zeichnung der Burgruine von Emanuel Friedrich Imlin, 1819

Die Burg war anfänglich ein Lehen des Bischofs von Bamberg, doch dieser verlor die Hoheit über die Anlage im Laufe der Zeit an das Bistum Basel. Wie das Bamberger Bistum in den Besitz dieser weit entfernt gelegenen Anlage kam, ist unklar. Möglicherweise war sie anfänglich Reichsbesitz, den König Heinrich II. dem Bistum 1007 bei seiner Gründung schenkte. Schon 1268 erkannten die Rappoltsteiner den Basler Bischof als Lehnsherrn ihrer Burg Hohrappoltstein an, doch noch im 14. Jahrhundert reklamierte Bamberg die Lehnshoheit für sich.
Für 1288 ist Anselm von Rappoltstein als Besitzer belegt, denn ihm fiel in jenem Jahr neben der benachbarten Burg St. Ulrich bei einer Teilung der Rappoltsteiner Güter auch die Burg Hohrappoltstein zu. 1368 wurde Bruno I. von Rappoltstein Burgherr. Er trat 1369 in den Dienst des burgundischen Herzogs Philipps des Kühnen und kämpfte gemeinsam mit französischen Soldaten im Hundertjährigen Krieg gegen die Engländer. 1384 machte er von sich reden, als er den englischen Ritter John Harleston zusammen mit zwölf seiner Begleiter gefangen nahm und in der Burg Hohrappoltstein festsetzte, obwohl dieser vom Kaiser freies Geleit zugesagt bekommen hatte. Langwierige Verhandlungen über ein Lösegeld und über die Freilassung des Gefangenen folgten. John Harleston sollte Bruno I. 30.000 Goldfranken, 20 Tuche feinsten englischen Leinens, 20 Kriegsschwerter und 20 Dolche für seine Freiheit geben. Weil er wegen der Angelegenheit von der Stadt Straßburg, dem König Wenzel und dem englischen König Richard II. bedroht wurde, stellte sich der Rappoltsteiner in den Dienst des französischen Königs Karl VI. und gewährte ihm 1386 zudem das Öffnungsrecht für Hohrappoltstein. 1387 ließ er den englischen Ritter schließlich frei. Wenzel vergab Bruno daraufhin und bestätigte ihm den Besitz an der Burg. Im Gegenzug erhielt nun auch der Kaiser das Öffnungsrecht für Hohrappoltstein.

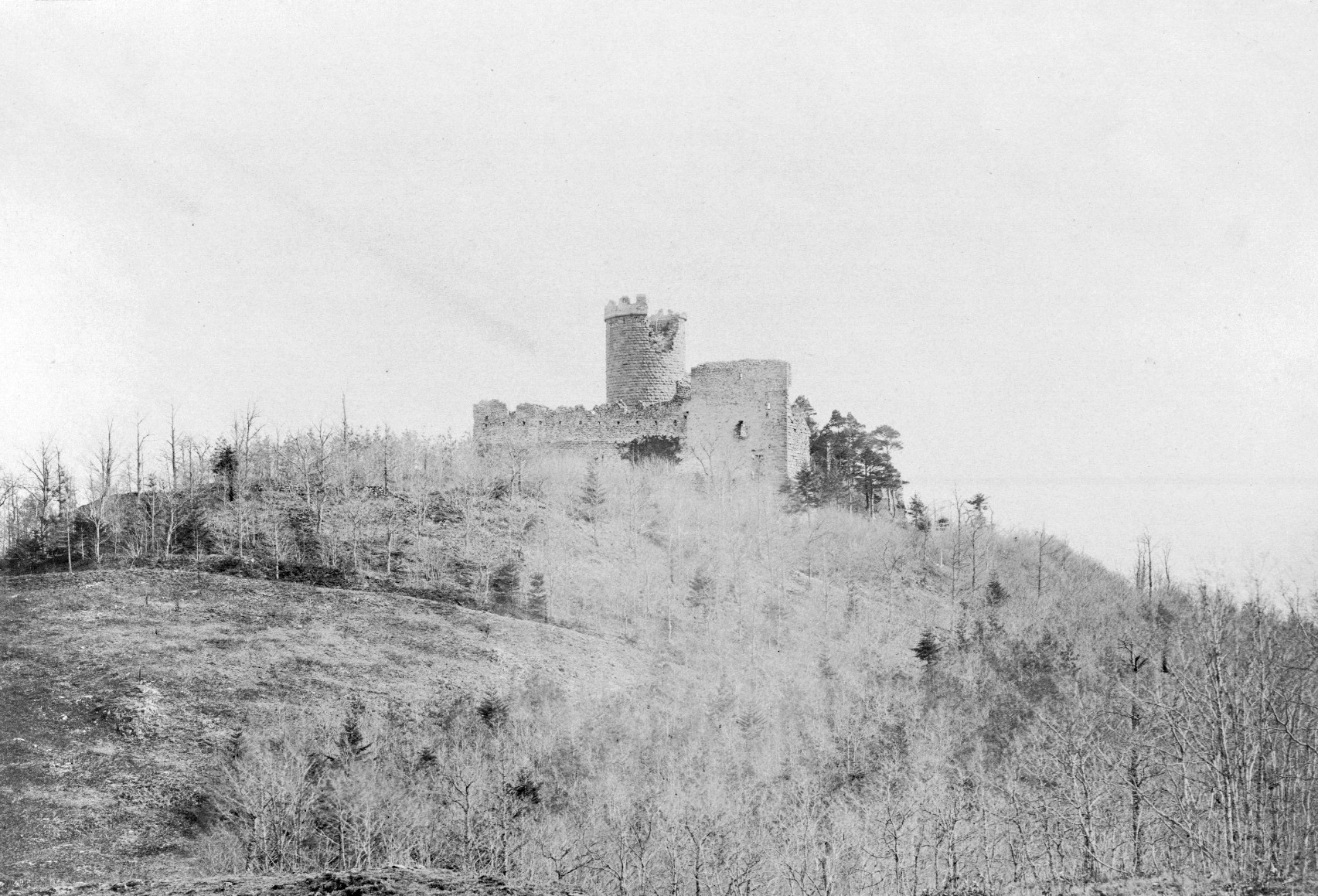
Älteste bekannte Fotografie der Burgruine von Adolphe Braun, 1859

Bei einer weiteren Besitzteilung der Rappoltsteiner kam die Anlage an Ulrich VIII. von Rappoltstein, der im Jahr 1424 Herzog Karl II. von Lothringen das Öffnungsrecht überließ. 1426 ließ Ulrich umfassende Bauarbeiten an der Burg ausführen, 1481 folgten weitere Arbeiten. Während des 15. Jahrhunderts diente die Burg erneut auch als Gefängnis. So war dort Philippe de Croÿ, Graf von Chimay, vom 11. Januar bis zum 18. Mai 1477 festgesetzt. Er war vom Burgherrn in der Schlacht bei Nancy im Kampf gegen Karl den Kühnen gefangen genommen worden. Ulrichs VIII. Nachfahr Wilhelm von Rappoltstein, kerkerte vor 1498 auf der Burg seinen eigenen Sohn Sebastian ein, weil dieser allzu verschwenderisch mit dem Familienvermögen umging. Spätestens ab jener Zeit (Ende des 15. Jahrhunderts) ließen die Rappoltsteiner die Burg von Burgvögten verwalten. Als 1528 ein militärisches Eingreifen Frankreichs im Elsass erwartet wurde, stationierte man in aller Eile eine Garnison in der Anlage und nutzte den hohen Bergfried als Wachturm. Die Soldaten hatten Anweisung, bei einem Waldbrand zwei Kanonenschüsse abzugeben, und im Falle, dass sich der Feind näherte, dreimal zu feuern. Letzte Bauarbeiten auf Hohrappoltstein sind für die Jahre 1572/1573 verbürgt, aber schon im späten 16. Jahrhundert war die Burg – genauso wie die Ulrichsburg – nicht mehr bewohnt. Sie diente allerdings im ersten Viertel des 17. Jahrhunderts noch als Gefängnis für Diebe und Wilderer. Auf einem Stich von Matthäus Merian aus dem Jahr 1643 ist Burg Hohrappoltstein schon völlig ohne Dach dargestellt. Wann genau sie verlassen wurde, ist durch Urkunden nicht greifbar. Möglicherweise steht ihr Verfall mit dem Dreißigjährigen Krieg in Zusammenhang.
Nach dem Aussterben der Rappoltsteiner im Jahr 1673 fiel die Herrschaft Rappoltstein an die Wittelsbacher Linie Pfalz-Birkenfeld. Heute ist die Ruine Eigentum des französischen Staats und der nationalen Forstbehörde Frankreichs (französisch Office national des forêts (ONF)). Lange Zeit war sie wegen Einsturzgefahr für Besucher gesperrt. Zurzeit (Stand 2017) wird sie restauriert und kann deswegen nur von außen besichtigt werden.

## Beschreibung

### Lage

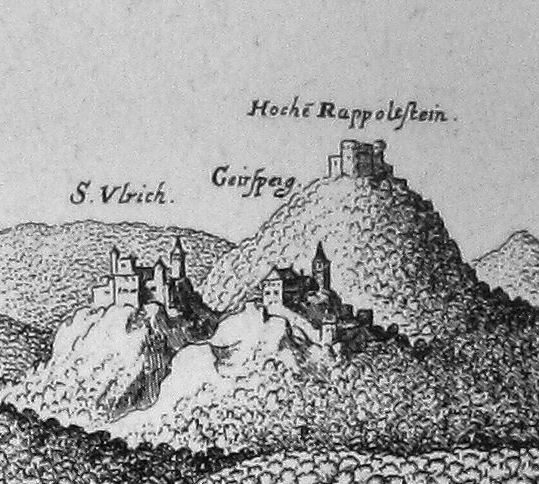
Die drei Rappoltsweiler Burgen, Hohrappoltstein rechts im Bild; Matthäus Merian, 1644

Die Burgruine befindet sich Luftlinie etwa 1,2 Kilometer von Ribeauvillé entfernt. Sie liegt auf einer Höhe von etwa 645 Meter über dem Meeresspiegel auf dem Gipfel eines Berges, an dessen Südhang rund 100 Meter unterhalb Hohrappoltsteins die Burgen Sankt Ulrich und Girsberg liegen. Hohrappoltstein gehört damit zur Kategorie der Gipfelburgen. Die Grundfläche des Berggipfels hat einen etwa birnenförmigen Umriss und misst in der Länge 150 Meter. An seiner Nordseite weist er eine Breite von 51 Metern auf, während er im Süden nur 15 Meter breit ist.

### Architektur
Hohrappoltstein ist heute eine zweiteilige Anlage, die in fünf wesentlichen Bauphasen entstand. Einer vor- und frühgeschichtlichen Anlage folgte in der ersten Hälfte des 13. Jahrhunderts das sogenannte Oberschloss mit Bergfried. Etwas später geschah der Ausbau einer Vorburg (Unterburg). Im 15. Jahrhundert folgte in einer vierten Phase die Verstärkung der Anlage mit einer Bastion im Süden, ehe die Burg im 16. Jahrhundert mit einem zweiten Tor an der Südseite ergänzt wurde. Als Baumaterial kam mehrheitlich das Bruchgestein der Burgfelsens, porphyrischer Granit, zum Einsatz, für Eckquaderungen und einige Gewände wurde Sandstein verwendet. Die Burg ist von einem mehrteiligen Wall- und Grabensystem umgeben, das älter ist als die heute erhaltenen Ruinen und mit diesen teilweise überbaut wurde.

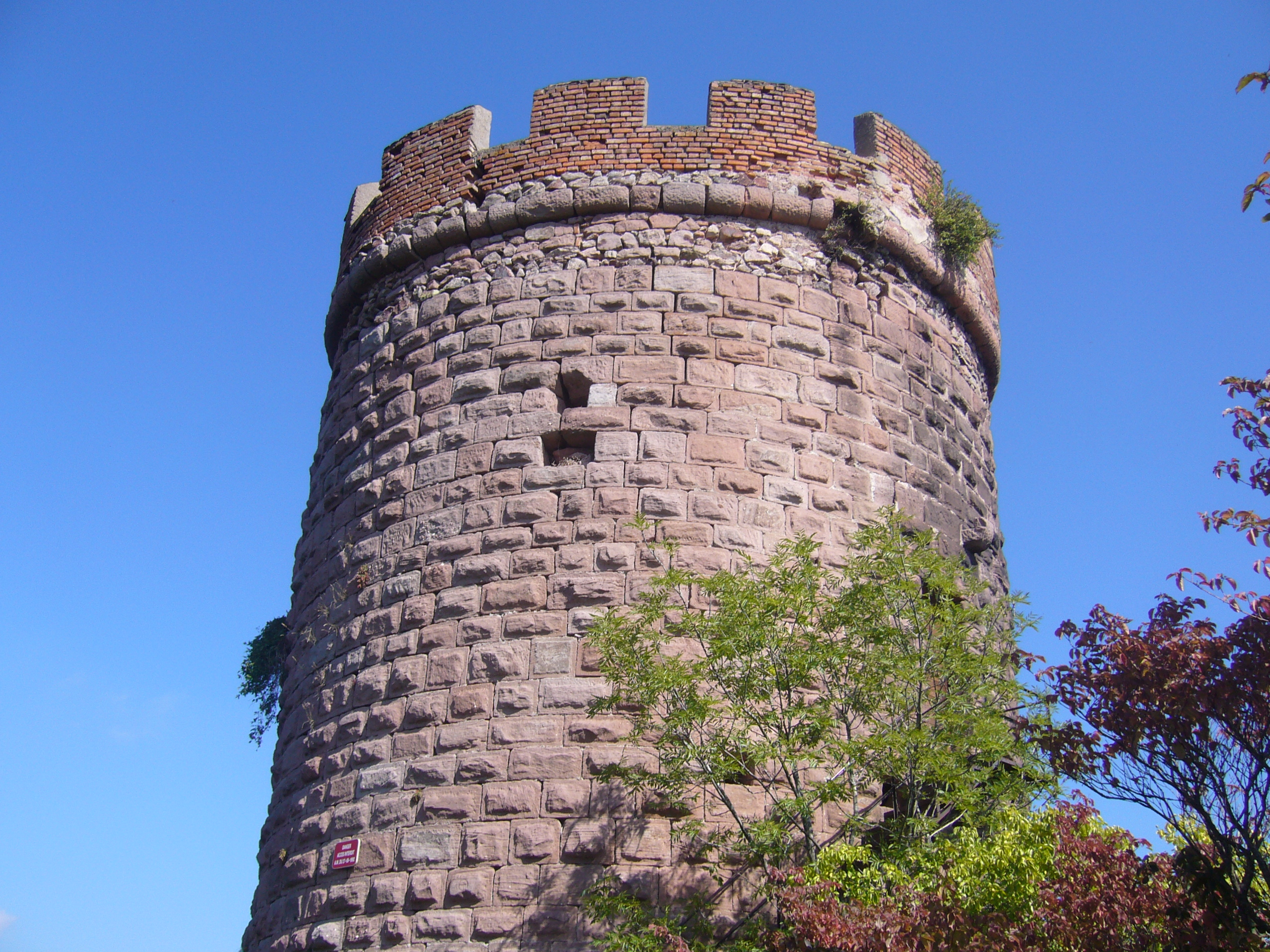
Bergfried

Die Kernburg (Oberburg) aus der ersten Hälfte des 13. Jahrhunderts liegt auf einem länglichen Felssporn im Südosten des Berggipfels etwa 12 Meter höher als die Unterburg. Ihr besterhaltener Teil ist der runde Bergfried mit einem Außendurchmesser von etwa 10,70 Metern. Die Außenverkleidung seiner 3,4 Meter dicken Mauern besteht aus Sandsteinbuckelquadern. An den Mauerquadern finden sich einige Steinmetzzeichen. Die vier Geschosse des 23,25 Meter hohen Turms besaßen früher Balkendecken, das unterste von ihnen wird nur durch schmale Lichtschlitze beleuchtet. Der Hocheingang des Bergfrieds befindet sich an der Südostseite im ersten Obergeschoss. Er war früher durch einen überdachten Holzerker zugänglich, von dem nur noch die Balkenlöcher und ein Konsolstein übrig sind. Das zweite Obergeschoss wurde erst im Spätmittelalter durch Aufmauerung zu einem Vollgeschoss mit Aborterker umgestaltet. Darüber liegt das leicht auskragende dritte Obergeschoss, dessen Zinnenkranz bei einer Restaurierung im 19. Jahrhundert in Backstein ersetzt worden ist. Am Südrand des Oberburgfelsens liegt eine Filterzisterne. Sie besitzt einen Durchmesser von 3,45 Metern und ist von einem Kuppelgewölbe überdeckt. Zwischen dem Bergfried und dieser Zisterne stand früher ein Wohnbau, von dem aber nur noch eine Futtermauer aus Sand- und Granitbruchsteinen erhalten ist.
Westlich und nördlich der Oberburg liegen die Reste der Vorburg, die wohl aus dem späten 13. oder aus dem 14. Jahrhundert stammt. Von ihr sind die 1,7 Meter dicke Ringmauer an der Nord- und Nordostseite sowie Teile eines großen Wohnbaus erhalten. Die nördliche Mauer ist heute noch zehn Meter hoch und besaß früher einen Wehrgang. Im nordöstlichen Ringmauerabschnitt liegt ein kleines Tor, dessen heutiges Gewände aber nicht original ist, sondern 1904/1905 aus Spolien gebaut wurde. Vor dem Tor finden sich die geringen Reste eines Zwingers. Der ehemals zweigeschossige Wohnbau stand an der Westseite der Vorburg und hatte eine lichte Breite von 8,30 Metern. Seine Geschosse besaßen Balkendecken und waren von einem hohen Satteldach abgeschlossen. Im Obergeschoss befand sich ein Aborterker.

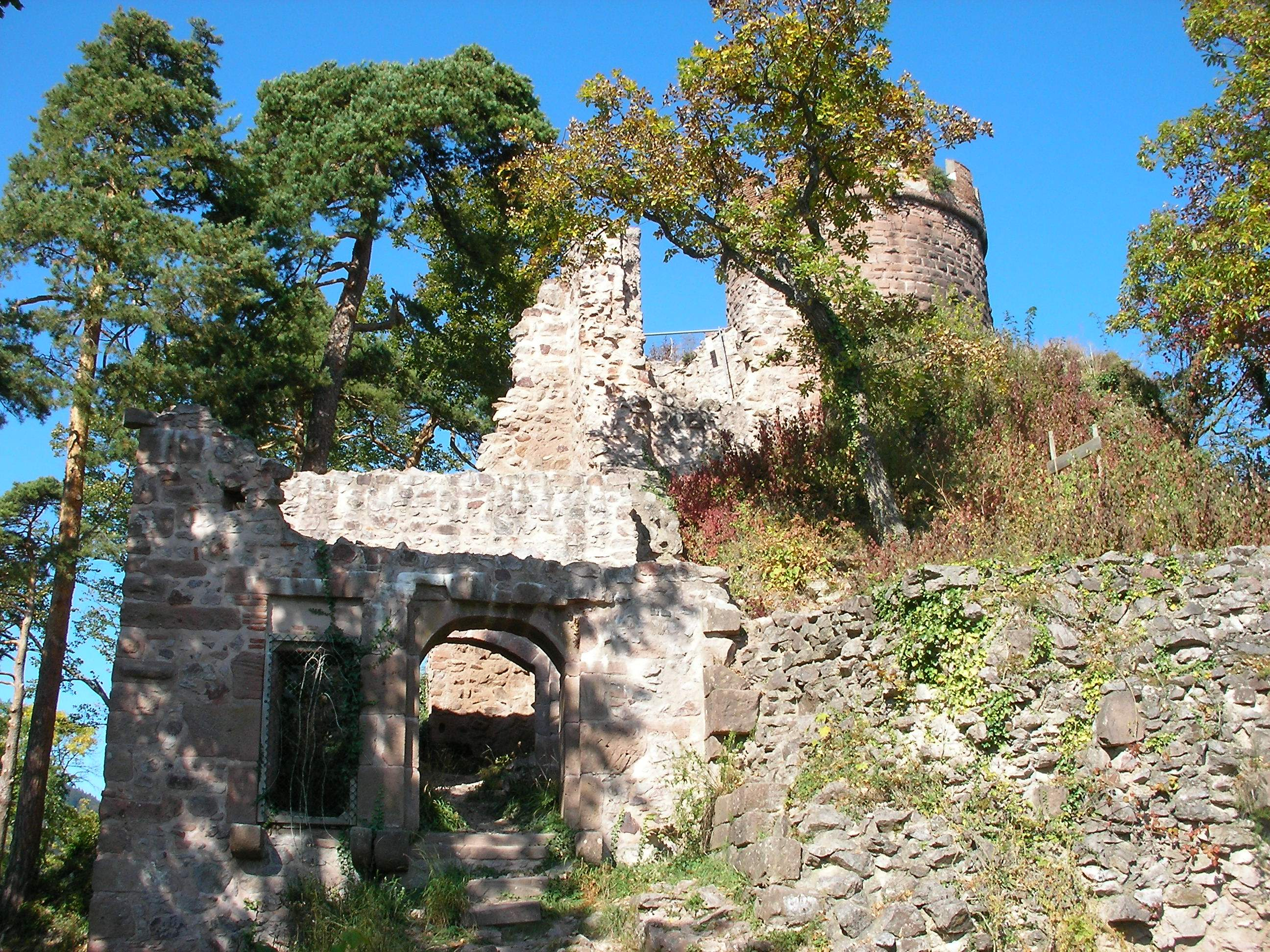
Toranlage

An der Südseite der Unterburg gibt es einen zweiten Zugang mittels einer Toranlage mit Doppeltor, die im 15./16. Jahrhundert errichtet wurde. Das spätgotische Tor entstand in zwei Bauphasen vor dem ursprünglichen Tor der Unterburg. Das erste Tor wurde vielleicht bei den Bauarbeiten im Jahr 1426 errichtet. Der stichbogige Zugang zeigt noch eine Zugbrückenblende, daneben befand sich früher eine Schlupfpforte, die aber verschwand, als das zweite Tor südlich des ersten errichtet wurde. Dieses wurde jedoch nie gänzlich fertiggestellt. Seine Gestaltung ist dem ersten Tor sehr ähnlich: Der stichbogige Tordurchgang ist von einer Zugbrückenblende umgeben, daneben liegt eine rechteckige Fußgängerpforte, die über eine eigene Zugbrücke erreichbar war. Beide Tore waren ehemals mit Hurden ausgestattet, sie sind aber nicht erhalten. Ein direkt neben dem Tor in der Unterburg stehender runder Treppenturm ermöglichte den Zugang zur Oberburg und war früher nur über eine Zugbrücke erreichbar. Südlich der Zisterne finden sich am Hang die Reste eines polygonalen Baus, der wie die Toranlage aus dem 15./16. Jahrhundert stammt. Wahrscheinlich war er ein Artilleriewerk, das zur Verteidigung von Tor und Brücke diente.